# Little Records
La Little Records è stata una casa discografica italiana, attiva tra gli anni sessanta e gli anni settanta.

## Storia
La Little Records venne fondata da Little Tony sia per la realizzazione dei suoi dischi in maniera autonoma, sia per scoprire e lanciare nuovi talenti, sul modello di ciò che avevano fatto pochi anni prima Adriano Celentano con il Clan Celentano e Mina con la PDU (e che nello stesso periodo stavano facendo Mogol e Lucio Battisti con la Numero Uno).
Come direttore artistico venne chiamato il maestro Gianni Mazza, che collaborò alla realizzazione di quasi tutte le incisioni dell'etichetta; altri collaboratori, come musicisti, arrangiatori e produttori, furono i fratelli di Little Tony, Enrico ed Alberto Ciacci.
Tra i cantanti dell'etichetta: Gaby Verusky, Sara Simone e Franco Tortora; questi ultimi due rappresentarono l'etichetta alla Mostra Internazionale di Musica Leggera di Venezia del 1970 la Simone (con Delusione) e a Un disco per l'estate 1972 Tortora con Un due tre.
Nel corso della sua esistenza l'etichetta si affiderà per la distribuzione alla Phonogram, alla RCA Italiana, alla EMI Italiana e infine alla Durium, variando nel tempo il logo iniziale, costituito da tre dadi su sfondo arancione, cambiando il colore di fondo dapprima in blu e poi in nero.
All'inizio del 1974 la Little Records chiuse le attività.

## Dischi
La datazione qui riportata si basa sull'etichetta del disco o sulla copertina; qualora nessuno di questi elementi abbia una datazione, è basata sulla numerazione del catalogo; talora è, infine, basata sul codice della matrice di stampa. Se esistenti, sono riportati, oltre all'anno, il mese e il giorno (quest'ultimo dato si trova, a volte, stampato sul vinile).

### 33 giri
| Numero di catalogo | Anno | Interprete                                                           | Titoli                             |
| ------------------ | ---- | -------------------------------------------------------------------- | ---------------------------------- |
| ZSLR 55071         | 1971 | Little Tony                                                          | Little Tony '71                    |
| LPR 9001           | 1971 | Little Tony                                                          | Little Tony                        |
| LPR 9003           | 1972 | Little Tony                                                          | Angelo selvaggio                   |
| LPR 9005           | 1972 | Little Tony, The Ambassadors, Franco Tortora, Sara Simone, Aquavitae | Fortissima!!                       |
| LPR 9007           | 1972 | Little Tony                                                          | I numero uno                       |
| LPR 9008           | 1972 | Franco Tortora                                                       | Franco Tortora...canta...Paul Anka |
| LPR 9009           | 1973 | Little Tony                                                          | Dedicato ai miei fans              |
| LPR 9010           | 1973 | Little Tony                                                          | Don't You Cry for Tomorrow         |
| International 2003 | 1974 | Little Tony                                                          | Little Tony tour in Australia      |

### 45 giri
| Numero di catalogo | Anno | Interprete     | Titoli                                                  |
| ------------------ | ---- | -------------- | ------------------------------------------------------- |
| LR 2001            | 1969 | Little Tony    | Nostalgia/Diceva che amava me                           |
| LR 2002            | 1970 | Little Tony    | La spada nel cuore/Lei                                  |
| LR 2003            | 1970 | Little Tony    | Cuore ballerino/Lasciami vedere il sole                 |
| LR 2004            | 1970 | Gaby Verusky   | Arrivederci amore mio/Se non ti basta più               |
| LR 2005            | 1970 | Sara Simone    | Gocce di pioggia/Delusione                              |
| LR 2006            | 1970 | Little Tony    | Capelli biondi/Notte notte notte                        |
| LR 2008            | 1970 | Little Tony    | Azzurra/Questa notte brucio più che all'inferno         |
| LR 2009            | 1971 | Little Tony    | La folle corsa/Credevo nell'amore di una donna          |
| LR 2010            | 1971 | Sara Simone    | Mai mai/L'hai voluto tu                                 |
| LR 2011            | 1971 | Little Tony    | Summertime Blues/Bye Bye Love                           |
| LR 2012            | 1971 | Little Tony    | Vento corri...l a notte è bianca/Tu ballerai            |
| LR 2013            | 1971 | Little Tony    | La mano del Signore/Credi in te                         |
| LR 2014            | 1972 | Little Tony    | Angelo selvaggio/Civetta                                |
| LR 2016            | 1972 | Aquavitae      | Love/Oh Maria                                           |
| LR 2018            | 1971 | Sara Simone    | Bussa alla porta/Cuore mio cuore                        |
| LR 2019            | 1972 | Franco Tortora | Un due tre/A meno di due metri da me                    |
| LR 2020            | 1972 | Little Tony    | Pamela/Get Rosetta On The Phone                         |
| LR 2021            | 1972 | Little Tony    | Ritornerà/Bandito                                       |
| LR 2022            | 1972 | Franco Tortora | Quando il sole nascerà/Nel sole, nel cuore, nella mente |
| LR 2023            | 1972 | Little Tony    | Laggiù nella campagna verde/Fuoco di paglia             |
| LR 2024            | 1973 | Franco Tortora | Ciao ragazza mia/A meno di due metri da me              |
| LR 2025            | 1973 | Little Tony    | Come un anno fa/Maggy May                               |
| LR 2026            | 1973 | Little Tony    | Giovane cuore/Ieri senza te                             |
| LR 2027            | 1973 | Little Tony    | Don't You Cry for Tomorrow/Baby I Want to Make with You |